# Batang (regentschap)
Batang is een regentschap (kabupaten) aan de noordkust van de Indonesische provincie Midden-Java op Java. Het heeft een oppervlakte van 788,64 km2 en had een bevolking van 706.764 bij de volkstelling 2010 en 801.718 bij de volkstelling 2020. De hoofdstad is de stad Batang, deze ligt ongeveer 100 km ten westen van Semarang, de hoofdstad van de provincie.

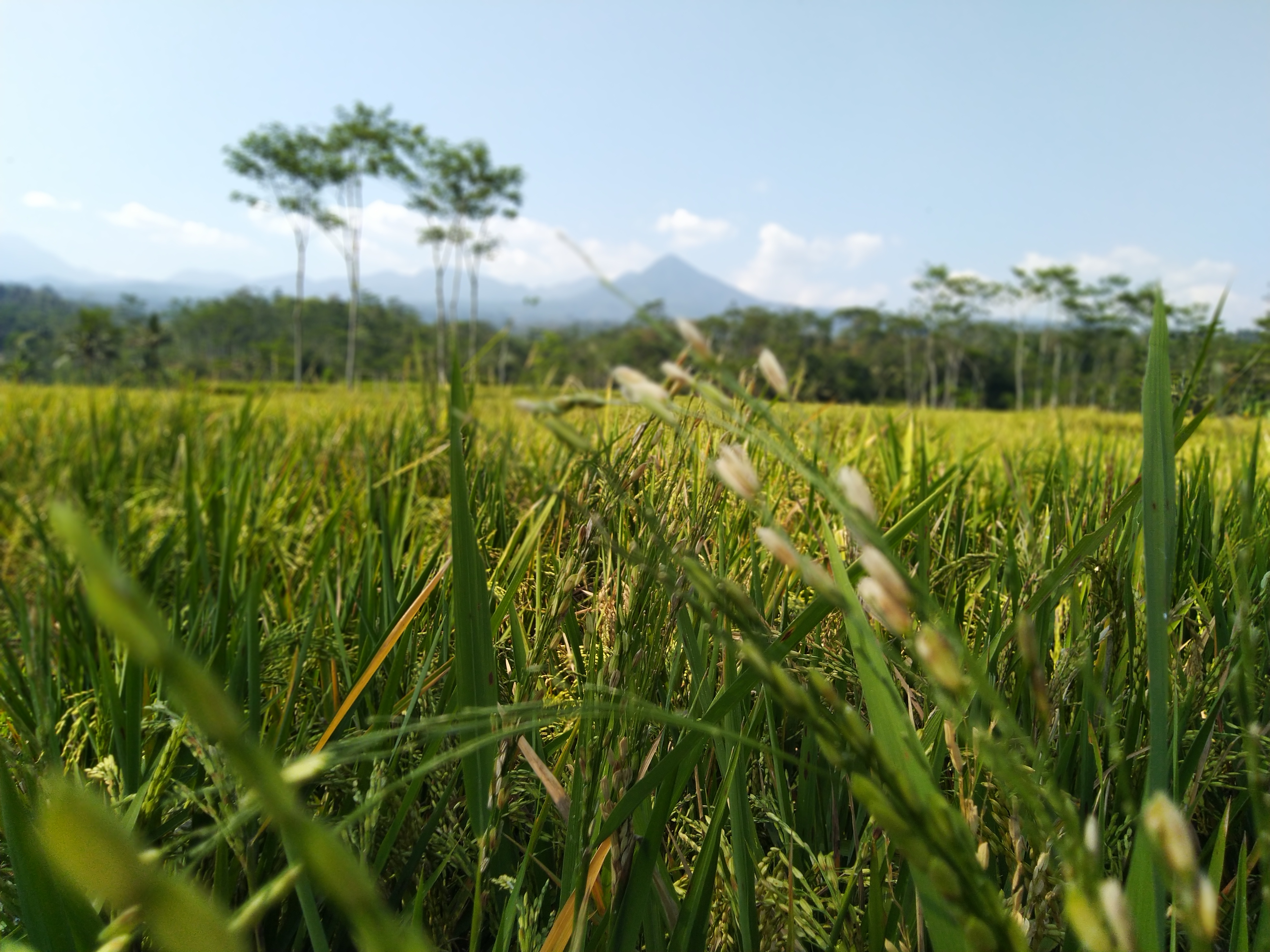
Rijstplanten in de rijstvelden in het regentschap Batang

## Geografie
|       | Gebieden                                  |
| Noord | Javazee                                   |
| Oost  | Regentschap Kendal                        |
| Zuid  | Regentschappen Wonosobo en Banjarnegara   |
| west  | Regentschap Pekalongan en Pekalongan stad |

## Districten en onderdistricten
Batang bestaat als bestuurlijke eenheid al zo'n 400 jaar, maar de statis van deze eenheid was aan verandering onderhevig. Batang hoorde vaak onder het regentschap of  residentie Pekalongan, zoals omstreeks 1857 en 1931.  Het regentschap Batang was 1857 onderverdeeld in  Batang,  Huurland Klidang,  Soeba,  Huurland Simbang,  Sidayo,  Kaliesalak en  Keboemen.  Rond 1931 waren er in het regentschap Batang de 4 distrikten: Batang   (onderverdeeld in 4 subdistricten: Batang, Baros, Waroengasem, Toelis),  Bandar (verdeeld in 3 subdistricten: Bandar, Blado, Wonotoenggal) , Soebah ( verdeeld in 3 subdistricten: Soebah, Limpoeng, Gringsing), Bawang (verdeeld in 3 subdistricten: Bawang, Reban, Tersono)  Batang was van 1936 tot 1966 opgenomen in het regentschap Pekalongan. Op 8 april 1966  werd Batang weer een zelfstandig regentschap. Eerst met 12 onderdistrikten.   en anno 2010 met 15.
De 15 onderdistricten (zogenaamde kecamatan), plaatsen en dorpen : 
| Naam                     | Opper vlakte in km2 | Inwoners Volks telling 2010 | Inwoners Volks telling 2020 | Aantal plaat sen | Post code    | Admin centrum |
| ------------------------ | ------------------- | --------------------------- | --------------------------- | ---------------- | ------------ | ------------- |
| Wonotunggal              | 52,35               | 30.915                      | 37.797                      | 15               | 51253        | Wonotunggal   |
| Bandar                   | 73,33               | 63.310                      | 71.691                      | 17               | 51254        | Bandar        |
| Blado                    | 78,39               | 42.131                      | 45.835                      | 18               | 51255        | Blado         |
| Reban                    | 46,34               | 35.353                      | 40.306                      | 19               | 51273        | Reban         |
| Bawang                   | 73,85               | 50.705                      | 55.672                      | 20               | 51274        | Bawang        |
| Tersono                  | 49,33               | 35.585                      | 40.306                      | 20               | 51272        | Tersono       |
| Gringsing                | 72,77               | 55.859                      | 63.019                      | 15               | 51291        | Plelen        |
| Limpung                  | 33,41               | 38.683                      | 43.887                      | 17               | 51271        | Limpung       |
| Banyuputih               | 44,43               | 32.781                      | 36.708                      | 11               | 51271 -51281 | Sembung       |
| Subah                    | 83,52               | 48.518                      | 53.186                      | 17               | 51263        | Subah         |
| Pecalungan               | 36,19               | 29.959                      | 32.519                      | 10               | 51262        | Pecalungan    |
| Tulis                    | 45,09               | 33.425                      | 38.785                      | 17               | 51254 -51263 | Kaliboyo      |
| Kandeman                 | 41,76               | 45.305                      | 54.602                      | 13               | 51261        | Kandeman      |
| Batang (town)            | 34,35               | 118.539                     | 133.738                     | 21               | 51211 -51116 | Watesalit     |
| Warungasem (Warung Asem) | 23,55               | 45.696                      | 53.491                      | 18               | 51252        | Banjiran      |
| Totaal                   | 788.64              | 706.764                     | 801.718                     | 248              |              |               |

Stadsgemeenten: Magelang · Surakarta · Salatiga · Semarang · Pekalongan · Tegal

Regentschappen: Banjarnegara · Banyumas · Batang · Blora · Boyolali · Brebes · Cilacap · Demak · Grobogan · Japara · Karanganyar · Kebumen · Kendal · Klaten · Kudus · Magelang · Pati · Pekalongan · Pemalang · Purbalingga · Purworejo · Rembang · Semarang · Sragen · Sukoharjo · Tegal · Temanggung · Wonogiri · Wonosobo